# Thibaut de Chepoy
Thibaut de Chepoy (Cepoy) – francuski rycerz i dyplomata na usługach Karola de Valois i papieża Klemensa V, formalny przywódca Kompanii Katalońskiej z ramienia Karola w latach 1307–1309.
Chepoy był rycerzem z Beauvais. Wykazał się jako utalentowany dowódca w kilku ważnych bitwach wojny we Flandrii, a zasłynął heroiczną obroną Saint-Macaire przed Anglikami w 1296 r.
W roku 1306 na polecenie Filipa IV Pięknego włączył się w przygotowania antybizantyńskiej krucjaty Karola de Valois, której celem miało być wskrzeszenie Cesarstwa Łacińskiego. W tym czasie Karolowi udało się wynegocjować uznanie jego zwierzchności przez nowego wodza Kompanii Katalońskiej, Bernata de Rocafort, który zdobył pierwszą pozycję wśród najemników na drodze krwawych porachunków (zabójstwo Berenguera d'Entença) (1307). Misja Chepoya polegała na przejęciu kontroli nad Kompanią i wykorzystaniu jej do zdobycia Konstantynopola. Jako zręczny dyplomata Thibaut otrzymał jednocześnie zadanie zawarcia w drodze na wschód przymierza z Wenecją dla celów planowanej krucjaty. Podczas pobytu na lagunie dostał od samego Marco Polo kopię pierwszego rękopisu jego dzieła.
Wkrótce po wpłynięciu na wody Morza Egejskiego, podczas postoju na Negroponcie (Eubei) w ręce Thibauta wpadł infant kataloński Ferran z Majorki. Chepoy wylądował w Kassandrei na kontrolowanym przez Kompanię macedońskim wybrzeżu w sierpniu 1307 r. Objął formalne zwierzchnictwo nad Kompanią i sprawował je aż do potajemnego opuszczenia Grecji w roku 1309. Jego ludzie wywieźli Rocaforta, uwięzionego na mocy wyroku rady generalnej Kompanii pod koniec roku 1308, do Apulii. Król Neapolu Robert I Mądry skazał byłego wodza Katalończyków na śmierć głodową w lochach zamku Aversa.
Karol de Valois, Catherine de Courtenay i papież Klemens V nagrodzili Thibauta za wierną służbę.